# Ignacy Poświatowski
Ignacy Poświatowski (zm. po 1807 roku) – pułkownik w powstaniu kościuszkowskim, podpułkownik Gwardii Konnej Koronnej w 1792 roku.
W okresie insurekcji kościuszkowskiej otrzymał patent na pułkownika w regimencie gwardii konnej koronnej.
Od 1806 roku był zastępcą kasjera u Czartoryskich w Puławach.